# Росен Василев (поет)
 Тази статия е за поета.  За преподавателя вижте Росен Василев.  
Росен Димитров Василев е български поет, работил и като редактор в Българското национално радио и Българската национална телевизия.
Росен Василев е роден в град Бургас. Средно образование получава в гимназията в родния си град (1946), а висше по специалността „Българска филология“ в Софийския университет (1950). В националните медийни компании работи като редактор, отговорен редактор и заместник главен редактор в литературната редакция на радио „София“ (1953 – 1970), главен редактор на предаването ЛИК в Българската телевизия (1970 – 1974), директор на програма „Орфей“ в радио „София“ (1974 – 1976), от 1976 г. е главен редактор на списание „Картинна галерия“. Росен Василев членува в Сдружението на българските писатели.

## Издания
- Василев, Росен. Морски акварели.   София, Български писател, 1958. с. 38.
- Василев, Росен. Куриерът на „Искра“ пътува.   София, Военно издателство, 1968. с. 51.
- Василев, Росен. Екипажът на лунния кораб.   София, Български писател, 1968. с. 60.
- Василев, Росен. Невидими слънца.   София, Български писател, 1969. с. 60.
- Василев, Росен. Среднощен изгрев.   София, Български писател, 1972. с. 48.
- Василев, Росен. Чиба-Сан от Япония.   София, Народна младеж, 1977. с. 44.
- Василев, Росен. Недовършена среща.   София, Български писател, 1977. с. 103.
- Василев, Росен. Лирика. Избрано.   София, Български писател, 1978. с. 77.
- Василев, Росен. Гнездо на пойни птици.   София, Български писател, 1982. с. 40.
- Василев, Росен. Септемврийско знаме.   София, Славейче, 1984. с. 12.
- Василев, Росен. Късно лято, ранна есен.   София, Български писател, 1984. с. 60.
- Василев, Росен. Златни фенерчета.   София, Народна младеж, 1987. с. 60.
- Василев, Росен. Сини люлки.   София, Български писател, 1988. с. 126.
- Василев, Росен. Боси ветрове.   София, Отечество, 1990. с. 40.
- Василев, Росен. Нощно море.   София, Библиотека 48, 1993. с. 37.